# USART
Un USART - Receptor-Transmissor Síncron i Asíncron Universal o també conegut com PCI - Interfície de Comunicacions Programable, és un tipus de dispositiu d'interfície sèrie que es pot programar per comunicar-se de forma asíncrona o síncrona. Consulteu Receptor-transmissor asíncron universal (UART) per obtenir una descripció de les capacitats asíncrones d'aquests dispositius.

## Antecedents
Les capacitats síncrones dels USART estaven destinades principalment a admetre protocols síncrons com la transmissió-recepció síncrona (STR) d'IBM, les comunicacions síncrones binàries (BSC), el control d'enllaç de dades síncron (SDLC) i el control d'enllaç de dades de alt nivell (HDLC) estàndard ISO. Protocols de capa d'enllaç síncrons, que es van utilitzar amb mòdems de freqüència de veu síncrons. Aquests protocols van ser dissenyats per aprofitar al màxim l'amplada de banda quan els mòdems eren dispositius analògics. En aquells temps, el mòdem de banda vocal asíncron més ràpid podia assolir com a màxim velocitats de 300 bit/s utilitzant modulació per desplaçament de freqüència (FSK), mentre que els mòdems síncrons podrien funcionar a velocitats de fins a 9600 bit/s mitjançant modulació per desplaçament de fase (PSK). La transmissió síncrona només utilitzava una mica més del 80% de l'amplada de banda de l'ara més familiar transmissió asíncrona, ja que els bits d'inici i aturada eren innecessaris. Aquests mòdems són obsolets i han estat reemplaçats per mòdems que converteixen dades asíncrons en formats síncrons, però protocols de telecomunicacions síncrons similars sobreviuen en nombroses tecnologies orientades a blocs, com l'àmpliament utilitzat protocol de nivell d'enllaç IEEE 802.2 (Ethernet). Els USART de vegades encara s'integren amb les MCU. Els USART encara s'utilitzen en encaminadors que es connecten a dispositius CSU/DSU externs i sovint utilitzen la implementació HDLC patentada de Cisco o el protocol punt a punt (PPP) estàndard d'IETF amb trames similars a HDLC com es defineix a RFC . 1662.

## Operació
El funcionament d'un USART està relacionat íntimament amb els diferents protocols; (consultar aquestes pàgines per obtenir més detalls). Aquesta secció només proporciona algunes notes generals.
- Els USART en mode síncron transmeten dades en trames. En operació síncrona, els caràcters s'han de proporcionar a temps fins que es completi una trama; si el processador controlador no ho fa, és un "error d'insuficiència de dades " i es cancel·la la transmissió de la trama.
- Els USART que operaven com a dispositius síncrons utilitzaven el mode orientat a caràcters o bits. En els modes de caràcters (STR i BSC), el dispositiu es basava en caràcters particulars per definir els límits de la trama; En modes de bits (HDLC i SDLC), els dispositius anteriors es basaven en senyals de capa física, mentre que els dispositius posteriors es van fer càrrec del reconeixement de patrons de bits a la capa física.
- Una línia síncrona mai no guarda silenci; quan el mòdem transmet, les dades flueixen. Quan la capa física indica que el mòdem està actiu, un USART enviarà un flux constant de trames, ja sigui caràcters o bits, segons correspongui al dispositiu i protocol.

| Fabricant           | Dispositiu                                      | Descripció                                  | Dades del dispositiu                                          |
| ------------------- | ----------------------------------------------- | ------------------------------------------- | ------------------------------------------------------------- |
| Intel               | 8251A                                           | Interfície de comunicacions programable     | Full de dades d'Intel 8251A                                   |
| Ssignetics/ Philips | 2651                                            | Interfície de comunicacions programable     | Fitxa tècnica de Philips Semiconductors SCN2651               |
| zilog               | "SIO" Z8440 – 4/Z84C40 – 4                      | Controlador d'entrada/sortida sèrie         | Full de dades de Zilog #ps0183, Z8440/1/2/3/4 i Z84C40/1/2/3/ |
| zilog               | "SCC" Z8530/Z85C30; Z85230/Z80230/Z8523L/Z85233 | Controlador de comunicacions sèrie millorat | Pàgina web d'IXYS                                             |